# Nagyillés Mihály
Nagyillés Mihály (Hódmezővásárhely, 1935. szeptember 5. –) magyar középiskolai tanár, iskolaigazgató. Tagja volt a Csongrád Megyei Természetbarát Szövetségnek, majd a Csongrád megyei Tájékozódási Futó Szövetségnek, korábban tagja a Hódmezővásárhelyi Városi Sport Club elnökségének, a Hódmezővásárhelyi Tájékozódási Futó Szövetség első elnöke volt, majd elnöke volt az önálló klubként megalakuló, ma is működő Hódmezővásárhelyi Tájékozódási Futó Clubnak. A Hódmezővásárhelyi Diáksport Szövetség elnökeként éveken át sokat tett a városi diáksport fejlesztéséért.

## Életpályája
Az általános iskoláit – a második világháború miatt – több helyen végezte: Mindszenten, Értényben, Kisteleken és Csongrádon. Középiskolai tanulmányait Csongrádon kezdte meg; a 3-4. osztályt már a Bethlen Gábor Református Gimnáziumban fejezte be 1953-ban. A Szegedi Tudományegyetem Természettudományi Kar kémia-fizika szakán tanult; 1957-ben diplomázott. 
1957-ben került a hódmezővásárhelyi Közgazdasági Technikumba. Első és utolsó munkahelye a Technikum, és annak jogutód intézményei (1960: Frankel Leó Közgazdasági Technikum; 1968: Frankel Leó Közgazdasági és Egészségügyi Szakközépiskola; 1996: Eötvös József Szakközépiskola; majd: Eötvös József Szakképző Iskola) voltak. 1957–1964 között tanárként; 1964–1967 között igazgató-helyettesként; 1967–1995 között igazgatóként dolgozott az intézményben. 1958-ban megalapította és meghonosította a természetjárást és az abból kiváló önálló tájékozódási futósportot Hódmezővásárhelyen.

## Magánélete
1959-ben nősült; felesége, Bányai Mária lett.

## Díjai
- Testnevelés és Sport Érdemes Dolgozója (1972)
- Csongrád megye Sportjáért (1993)
- Természetjárás Fejlesztéséért (1999)
- Természetjárás Életműdíj (2001)
- Gyémántdiploma (2017)[3]
- Signum Urbis Honorantis kitüntetés (2020)[4]